# Acartus rufus
Acartus rufus là một loài bọ cánh cứng trong họ Cerambycidae.